# Shani Mahadevappa
Shani Mahadevappa (1933 - 3 janvier 2021, Bangalore) est un acteur indien.